# Serra de Monteguida
La Serra de Monteguida és una serra del terme municipal d'Abella de la Conca. És la serra a l'extrem de llevant de la qual es troba el poble i el castell d'Abella de la Conca.
L'extrem de llevant és, de fet, el Forat d'Abella, on enllaça amb la serra de Carrànima. A partir d'aquest lloc, la serra descriu un arc còncau cap al nord, amb la inflexió cap a ponent, i assoleix ràpidament alçades considerables: mentre el Forat d'Abella és a 835 m. alt. i el Castell d'Abella, a 1.004, la Roca dels Arços (al damunt i a l'oest del poble), 1.077,8, Sarsús 1.365,9, la Roca de l'Espluga de Ninou 1.505,7, la Roca de Monteguida 1.510,2 i la Collada del Trumfo, on enllaça amb la Serra de Carreu, 1.462,7.

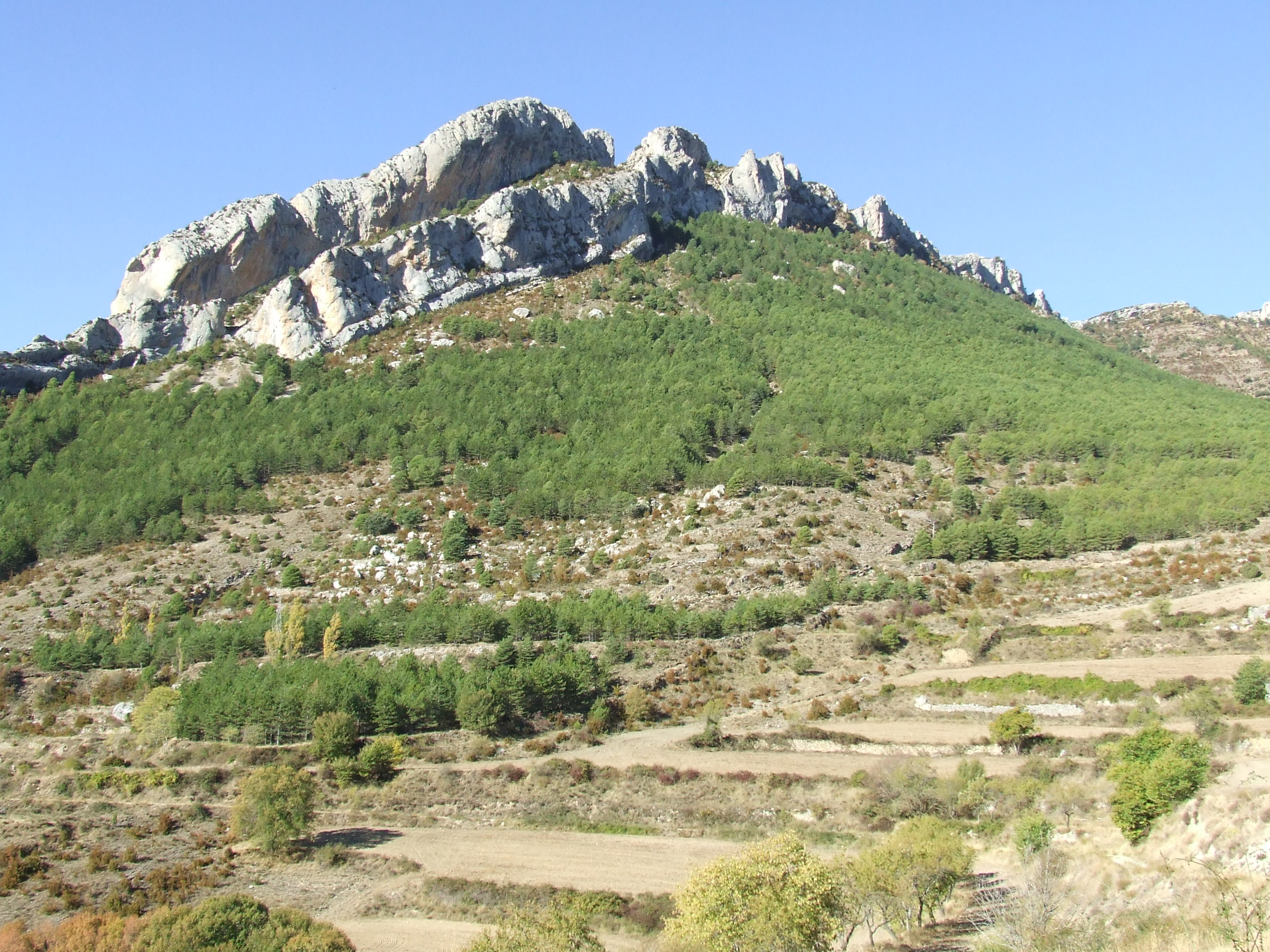
La Serra de Monteguida i als seus peus, l'Obaga de Toà

La seva carena principal, que és la que acabem de descriure, constitueix el límit oest de l'espai natural Serra de Carreu, que abraça tota la vall superior del riu d'Abella, emmarcada entre la Serra de Carrànima i la Serra de Carreu. Aquest espai natural és part integrant de la Reserva Nacional de Caça de Boumort.
Al sud, els contraforts davallen cap a la vall del riu d'Abella: la Roca de la Coma en el graó més elevat, el conjunt format per la Roca de la Casa Vella, el Pas de Finestres, la Roca de Viella i les Roques de Magaró en un nivell intermedi, i, ja a prop del riu, les Grives i les Llaus, el Tossal del Gassó, les Costetes i els Ferginals, ja prèvies a les costes de ribera, on hi ha les partides de les Riberes i les Llongues.
A la part baixa de la serra, pel costat meridional, s'estén el territori anomenat la Viella, amb un seguit de masies d'Abella de la Conca: Cal Borrell, Casa Xinco, Casa Grives, Cal Moixarda, Cal Serret, Cal Gassó, etc. A les Riberes encara es troben Cal Cap-roc, Cal Benetó, Cal Castelló, Cal Jou i Casa Montsor, entre d'altres. Tot el vessant occidental de la serra pertany a la partida d'Ordins.

## Etimologia
Aquesta serra pren el nom, segons explica Joan Coromines per a mots com ara Guido i Guiu, de l'antropònim gòtic Witizon o Witiza, amb el primer component procedent del llatí: mons (muntanya``).